# 乗務員
乗務員（じょうむいん、英語: Crew）とは、業務・職務として乗り物に乗る者をいう。この場合、タクシーやハイヤー、バス、列車、航空機などあらゆる乗り物が該当する。

## 種類・呼称
必ずしも「乗務員 = 操縦・運転に従事する者」ではなく、列車での車掌・車内販売員や旅客機の客室乗務員のように運転・操縦に従事せず、他の職務や旅客サービスを行う者も含まれる。また船舶の場合、この名称を用いず船員と慣例上呼ぶことが多い。これらの運行や接客に携わる者は「乗組員」や「搭乗員」とも呼ばれる。
宇宙ロケット
- 宇宙飛行士
  - 操縦手 (スペースシャトル)

航空機
- 機長
- 操縦士
- 副操縦士
- 客室乗務員

鉄道
- 乗務員
  - 動力車乗務員
    - 機関士・運転士

  - 列車乗務員 - 車掌を参照
    - 車掌・列車掛
      - 車掌長・専務車掌

    - 車掌補・乗務掛
    - 制動手
- このほか業務のために列車に乗車する者の一例
  - 食堂従業員
  - 車内販売員
  - アテンダント
  - 鉄道公安官およびその後身の鉄道警察隊も広義の乗務員に含まれる場合がある。

路線バス、軌道、ケーブルカー
- 運転士（軌道、ケーブルカー。バス事業者では社内呼称として使われる）
- 運転手（路線バス。軌道・ケーブルカー事業者では社内呼称として使われることが多い）
- 車掌
- バスガイド

艦艇、船舶
- 船員
  - 艦長、船長
  - 海技士
    - 海技士 (航海)
    - 海技士 (機関)
    - 海技士 (通信)
    - 海技士 (電子通信)

  - パーサー

## 鉄道の客室乗務員
日本の新幹線や特急列車では、高速化、時間短縮とともに食堂車を併結しない編成が増加していき、2010年現在ではごく一部の長距離列車を除いて稀にしか見られなくなった。それと共に、カート（ワゴンサービス）で列車内を巡回し飲食品などを販売する車内販売員（売り子）が乗務員として業務を行う場合が増えていった。
さらに、新幹線の延伸、高速化とともに、航空機との競争が激しくなり、旅客サービスの向上施策の一環として、旅客機の客室乗務員を模倣、あるいは意識して、客室サービス専門・準専門の乗務員が採用され、サービスに従事するようになった。
これらの乗務員は主として、鉄道事業者の車掌職員ではなく、乗務員専門の訓練を受けた関連子会社の職員であることが多く、女性乗務員が多い。航空機のそれに倣って、アテンダントと呼ばれることもある。
また、新幹線での成功をもとに、観光列車、特急列車などの優等列車でも客室サービス専門・準専門の乗務員が配置されることが多くなった。グリーン車などの特等席ではそれ専門の乗務員が付くこともある。また、観光列車では車窓案内などのアナウンス業務も行う。列車乗務員の構成によっては、車内販売までも行うことがある。
優等列車以外に、ごく一部の地方ローカル線の普通列車や路面電車などでも、臨時または本数限定で乗務員が付くことがある（えちぜん鉄道、一畑電車など）。
これらの乗務員は、車掌のようにドア取扱や防護措置などの運転補助業務は実施しない（職権がない）が、車掌の分掌のうち接客的業務についてはこれを行うことも増えている。
ただし、JR四国の客室乗務員はドア取扱を行っている。
乗務員が実施することのある分掌
- 旅客に対する案内（車内放送）。
  - 乗降駅の案内や乗り換えの案内など。
- 車内改札（特に、無人駅の多い地方路線）。

なお、一部では女性の車掌もアテンダントと呼ぶ場合がある。（南海電鉄のパッセンジャーアテンダントなど）

### 主な鉄道アテンダント
- グランクラスアテンダント（はやぶさ、かがやき、はくたか[注釈 2]／JR東日本サービスクリエーション、JR東日本）
- リゾートアテンダント（リゾートビューふるさと・リゾートみのり、JR東日本）
- グリーンアテンダント（ジェイアール東日本サービスクリエーション、JR東日本）
- モノレールアテンダント（東京モノレール）
- ロマンスカーアテンダント（小田急電鉄）
- 新幹線パーサー（JR東海リテイリング・プラス、JR東海）
- トレインアテンダント（しなの鉄道、北近畿タンゴ鉄道）
- えちぜん鉄道
- プレミアムカーアテンダント（京阪電気鉄道）
- つばめレディ、ハイパーレディ、オランダレディ、ソニックレディ、ゆふいんレディ（JR九州）
  - 以前[いつ?]は列車毎に愛称が異なっていたが、（例：特急つばめ（リレーつばめ）の場合は、「つばめレディ」、特急ゆふいんの森の場合は「ゆふいんレディ」）乗務する列車が大幅に増えたことから現在[いつ?]は「客室乗務員」で愛称を統一している。
- さくらクルー（JR西日本）[1]

### 廃止
- 日本国有鉄道 - 特急つばめ（つばめガール）、特急はと（はとガール）[2]
- 東武鉄道 - デラックスロマンスカー、スペーシア
- 名古屋鉄道 - パノラマカー、パノラマSuper、パノラマDX（パノラマメイツ）